# Axel Andersson (ämbetsman)
Olof Axel Andersson, född den 7 oktober 1864 i Hackås församling, Jämtlands län, död den 27 maj 1953 i Östersund, var en svensk ämbetsman.
Andersson blev student vid Uppsala universitet 1885 och avlade juris utriusque kandidatexamen där 1895. Efter tingstjänstgöring blev han biträde hos länsstyrelsen i Jämtlands län 1898, landskontorist i Jämtlands län 1902 och länsbokhållare där 1905. Andersson blev tillförordnad landskamrerare  i Jämtlands län 1906 och kronofogde i Jämtlands norra fögderi 1910. Han var ordinarie landskamrerare 1911–1931. Bland Anderssons många kommunala och andra uppdrag bör nämnas att han var ordförande i styrelsen för Jämtlands läns sparbank 1910–1949 och i länets skogsvårdsstyrelse 1924–1938. Han blev riddare av Nordstjärneorden 1917 och kommendör av andra klassen av samma orden 1926.